# Leichtathletik-Weltmeisterschaften 1993/Kugelstoßen der Frauen

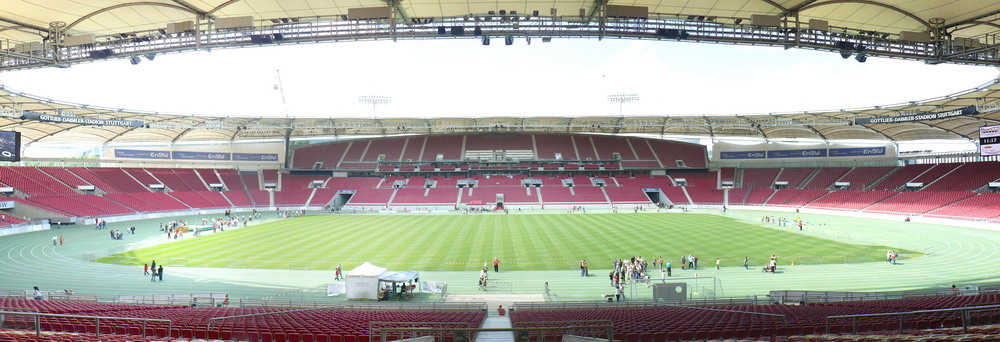
Das Stuttgarter Gottlieb-Daimler-Stadion im Jahr 2007

Das Kugelstoßen der Frauen bei den Leichtathletik-Weltmeisterschaften 1993 wurde am 14. und 15. August 1993 im Stuttgarter Gottlieb-Daimler-Stadion ausgetragen.
Weltmeisterin wurde die chinesische Titelverteidigerin, Olympiazweite von 1992 und Siegerin der Asienspiele 1986 Huang Zhihong. Sie gewann vor der russischen Olympiasiegerin von 1992 und WM-Dritten von 1991 Swetlana Kriweljowa. Bronze ging an die deutsche Olympiazweite von 1988, Olympiadritte von 1992, Vizeweltmeisterin von 1987 und EM-Dritte von 1990 Kathrin Neimke.

## Bestehende Rekorde
| Weltrekord | 22,63 m | Natalja Lissowskaja | Moskau, Sowjetunion (heute Russland) | 7. Juni 1987      |
| WM-Rekord  | 21,24 m | Natalja Lissowskaja | WM 1987 in Rom, Italien              | 5. September 1987 |

Der bestehende WM-Rekord wurde bei diesen Weltmeisterschaften nicht eingestellt und nicht verbessert.

## Qualifikation
14. August 1993, 18:00 Uhr
27 Teilnehmerinnen traten in zwei Gruppen zur Qualifikationsrunde an. Die Qualifikationsweite für den direkten Finaleinzug betrug 19,00 m. Neun Athletinnen übertrafen diese Marke (hellblau unterlegt). Das Finalfeld wurde mit den drei nächstplatzierten Sportlerinnen auf zwölf Kugelstoßerinnen aufgefüllt (hellgrün unterlegt). So mussten schließlich 18,54 m für die Finalteilnahme erbracht werden.

### Gruppe A
| Platz | Name                | Nation              | Resultat (m) |
| 1     | Huang Zhihong       | Volksrepublik China | 19,36        |
| 2     | Svetla Mitkova      | Bulgarien           | 19,16        |
| 3     | Kathrin Neimke      | Deutschland         | 19,11        |
| 4     | Belsy Laza          | Kuba                | 19,02        |
| 5     | Larissa Peleschenko | Russland            | 18,84        |
| 6     | Anna Romanowa       | Russland            | 18,12        |
| 7     | Connie Price-Smith  | USA                 | 18,09        |
| 8     | Wita Pawlysch       | Ukraine             | 18,00        |
| 9     | Jana Ciobanu        | Rumänien            | 17,77        |
| 10    | Danijela Čurović    | IWP                 | 16,91        |
| 11    | Marika Tuliniemi    | Finnland            | 16,80        |
| 12    | Elisângela Adriano  | Brasilien           | 16,41        |
| 13    | Natasha Erjavec     | Slowenien           | 15,71        |

### Gruppe B

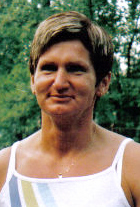
Krystyna Danilczyk (Foto: 2007), spätere Krystyna Zabawska, scheiterte mit ihren 17,62 m in der Qualifikation

| Platz | Name                  | Nation              | Resultat (m) |
| 1     | Swetlana Kriweljowa   | Russland            | 19,96        |
| 2     | Astrid Kumbernuss     | Deutschland         | 19,92        |
| 3     | Sui Xinmei            | Volksrepublik China | 19,67        |
| 4     | Stephanie Storp       | Deutschland         | 19,38        |
| 5     | Walentyna Fedjuschyna | Ukraine             | 19,04        |
| 6     | Cong Yuzhen           | Volksrepublik China | 18,97        |
| 7     | Ramona Pagel          | USA                 | 18,54        |
| 8     | Krystyna Danilczyk    | Polen               | 17,62        |
| 9     | Lisette Martínez      | Kuba                | 17,44        |
| 10    | Agnese Maffeis        | Italien             | 16,61        |
| 11    | Myrtle Augee          | Großbritannien      | 16,06        |
| 12    | Christy Barrett       | USA                 | 14,58        |
| 13    | Aye Aye Nwe           | Myanmar             | 13,88        |
| 14    | Tea Ai Seng           | Brunei              | 12,23        |

## Legende
Kurze Übersicht zur Bedeutung der Symbolik – so üblicherweise auch in sonstigen Veröffentlichungen verwendet:
| – | verzichtet |
| x | ungültig   |

## Finale
15. August 1993, 19:20 Uhr
| Platz | Name                  | Nation              | Resultat (m) | 1. Versuch (m)                          | 2. Versuch (m)                          | 3. Versuch (m)                          | 4. Versuch (m)                              | 5. Versuch (m)                              | 6. Versuch (m)                              |
| 1     | Huang Zhihong         | Volksrepublik China | 20,57        | 19,75                                   | 20,31                                   | 20,19                                   | 20,57                                       | x                                           | 20,46                                       |
| 2     | Swetlana Kriweljowa   | Russland            | 19,97        | 19,97                                   | 19,57                                   | x                                       | x                                           | 19,56                                       | x                                           |
| 3     | Kathrin Neimke        | Deutschland         | 19,71        | 19,71                                   | 19,36                                   | x                                       | x                                           | 19,25                                       | 19,19                                       |
| 4     | Sui Xinmei            | Volksrepublik China | 19,61        | 19,46                                   | 19,61                                   | 19,49                                   | 19,46                                       | x                                           | 19,51                                       |
| 5     | Cong Yuzhen           | Volksrepublik China | 19,58        | 18,64                                   | 18,83                                   | 19,26                                   | 19,23                                       | 19,50                                       | 19,58                                       |
| 6     | Astrid Kumbernuss     | Deutschland         | 19,42        | 19,42                                   | 18,99                                   | 19,02                                   | 19,32                                       | 19,33                                       | 19,15                                       |
| 7     | Walentyna Fedjuschyna | Ukraine             | 19,27        | 18,71                                   | 19,18                                   | 19,27                                   | x                                           | x                                           | 18,69                                       |
| 8     | Belsy Laza            | Kuba                | 19,27        | 18,09                                   | 18,98                                   | 19,27                                   | 18,79                                       | x                                           | –                                           |
| 9     | Larissa Peleschenko   | Russland            | 19,22        | Ablauf in den Quellen nicht aufgelistet | Ablauf in den Quellen nicht aufgelistet | Ablauf in den Quellen nicht aufgelistet | nicht im Finale der besten acht Werferinnen | nicht im Finale der besten acht Werferinnen | nicht im Finale der besten acht Werferinnen |
| 10    | Svetla Mitkova        | Bulgarien           | 18,91        | Ablauf in den Quellen nicht aufgelistet | Ablauf in den Quellen nicht aufgelistet | Ablauf in den Quellen nicht aufgelistet | nicht im Finale der besten acht Werferinnen | nicht im Finale der besten acht Werferinnen | nicht im Finale der besten acht Werferinnen |
| 11    | Stephanie Storp       | Deutschland         | 18,83        | Ablauf in den Quellen nicht aufgelistet | Ablauf in den Quellen nicht aufgelistet | Ablauf in den Quellen nicht aufgelistet | nicht im Finale der besten acht Werferinnen | nicht im Finale der besten acht Werferinnen | nicht im Finale der besten acht Werferinnen |
| 12    | Ramona Pagel          | USA                 | 17,77        | Ablauf in den Quellen nicht aufgelistet | Ablauf in den Quellen nicht aufgelistet | Ablauf in den Quellen nicht aufgelistet | nicht im Finale der besten acht Werferinnen | nicht im Finale der besten acht Werferinnen | nicht im Finale der besten acht Werferinnen |